# Список пісень про Москву
Список пісень про Москву у виконанні чи авторства значущих музикантів.
Пісні про Москву або якусь її місцевість. Також сюди включені пісні, дія яких відбувається у Москві, або на які надихнуло місто Москва (обов'язково потрібно надати джерело інформації).
Не включені пісні, де Москва тільки побіжно згадана. Наприклад, у композиції «Rasputin» гурт «Boney M» співає про інтриги та любовні походеньки царського фаворита Григорія Распутіна в Москві (англ. But to Moscow chicks he was such a lovely dear). Але насправді імператорський двір був у Петербурзі, тому не можна вважати місцем дії твору Москву. У пісні «Back in the U.S.S.R.» гурт «The Beatles» згадує різні частини Радянського Союзу (The Ukraine girls really knock me out, They leave the West behind, And Moscow girls make me sing and shout, That Georgia's always on my mind), однак лише побіжно, тому важко назвати цю пісню твором про Україну, Москву або Грузію.
| Назва                   | Виконавець                 | Рік  | Інформація |
| ----------------------- | -------------------------- | ---- | --- |
| Александра              | Сергій Нікітін             | 1979 | З фільму «Москва сльозам не вірить». Слова: Дмитро Сухарьов, музика: Сергій Нікітін |
| Дорогая моя столица     |                            | 1942 | Офіційний гімн Москви з 1995 року. Слова написав під час війни поет Марк Лисянський, який служив у війську та проїжджав через Москву після лікування в госпіталі, текст допрацював Сергій Агранян на прохання композитора Ісака Дунаєвського (автора музики) |
| Вдоль по Питерской      | Федір Шаляпін              | 1924 | Слова: Федір Шаляпін на основі народної пісні |
| Лучший город Земли      | Муслім Магомаєв            | 1964 | Слова: Леонід Дербеньов, музика: Арно Бабаджанян |
| Москва                  |                            | 1883 | Інструментальна композиція (кантата). Музика: Петро Чайковський, слова: Аполлон Майков. Написана на заповлення Коронаційної комісії в честь коронації імператора Олександра III                                                                              |
| Москва, звонят колокола | Олег Газманов              | 1996 | Слова та музика: Олег Газманов |
| Подмосковные вечера     | Володимир Трошин           | 1956 | Слова: Михайло Матусовський, музика: Василь Соловйов-Сєдой |
| Я лечу в Москву         | Ляпис Трубецкой            | 1997 | |
| Я шагаю по Москве       | Микита Михалков            | 1964 | З однойменного фільму. Слова: Геннадій Шпаликов, музика: Андрій Петров |
| Kissing in the Kremlin  | Фалько                     | 2009 | |
| Mission To Moscow       | Гленн Міллер               | 1942 | Інструментальна композиція. Музика: Мел Павелл |
| Moskau                  | Dschinghis Khan            | 1979 | |
| Moskau                  | Rammstein                  | 2004 | |
| Moscow                  | The Future Sound of London | 2009 | Інструментальна композиція |
| Moscow Newer Sleeps     | DJ Smash                   | 2007 | російський ремікс пісні «Move on Baby» італійського гурту «Cappella» |
| Moskow Diskow           | Telex                      | 1979 | |
| Płonie Moskwa           | Polska                     | 1994 | |
| Radio Free Moscow       | Jethro Tull                | 1984 | |
| Radio Moscow            | Moloko                     | 2000 | Інструментальна композиція. Композитор: Едді Стівенс |
| Roads to Moscow         | Ел Стюарт                  | 1973 | |
| Stranger in Moscow      | Майкл Джексон              | 1995 | |
| Wind of Change          | Scorpions                  | 1990 | Ідея пісні виникла в Клауса Майне, коли учасники міжнародного фестивалю пливли на човні по Москві-ріці до Парку Горького |